# Kenneth Mellanby
Kenneth Mellanby (26 de març de 1908– 23 de desembre de 1993) va ser un ecologista i entomòleg anglès, que el 1961 va fundar i servir com a director del Monks Wood Experimental Station, un centre de recerca ecològica en Huntingdon, Anglaterra. Va començar la revista Environmental Pollution el 1970, i va ser l'autor de diversos llibres.

## Obres
- Scabies. Oxford University Press, 1944 (2nd ed.: Hampton, Classey, 1972. ISBN 0900848618)
- University College, Ibadan. The site and its acquisition. Ibadan, 1954
- The birth of Nigeria's university. London, Methuen, 1958
- Pesticides and Pollution. London, Collins, 1967. (2nd rev. ed., 1972. ISBN 0002131773)
- The Mole. London, Collins, 1971. ISBN 0002131455
- The Biology of Pollution. London, Edward Arnold, 1972. ISBN 071312380X (2nd ed. 1980: ISBN 0713127767)
- Human Guinea Pigs. London, Merlin Press, 1973. ISBN 0850361753
- Can Britain feed itself? London, Merlin Press, 1975. ISBN 085036194X
- Talpa, the story of a mole. [Children's book]. London, Collins, 1976. ISBN 0001955047
- Farming and wildlife. London, Collins, 1981. ISBN 000219239X
- Air pollution, acid rain and the environment (ed. by Mellanby). London, Watt Committee on Energy. ISBN 1851662227
- The DDT story. Farnham, British Crop protection Council, 1992. ISBN 0948404531
- Waste and Pollution. London, Harper Collins, 1992. ISBN 0002191822